# ハン・テングリ

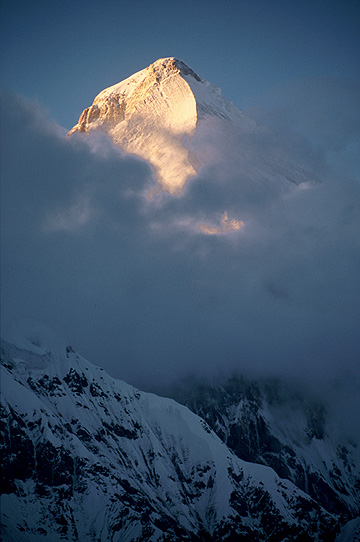
夕暮れのハン・テングリ

ハン・テングリ（ウイグル語: خانتەڭرى / Khan Tengri / Хан Теңри, カザフ語: Хан Тәңірі / حان تأڭئرئ, キルギス語: Хан-Теңири / حان-تەڭىرى, 中国語: 汗腾格里峰）は、天山山脈でポベーダ山に次ぐ2番目の高さの山で、中華人民共和国新疆ウイグル自治区（東トルキスタン）、カザフスタン、キルギス3国の国境線上（三国国境）にある。海抜は6,995m（岩盤部分、頂上部分の氷雪の厚みを含めた標高は7,010m）である。

## 概要
カクシャール嶺とハザク山の結合部、ポペーダ山の西隣にあり、その西にはキルギスの内陸湖イシク・クル、北はイリ河谷、南はタリム盆地のアクスオアシス。山頂はカザフスタンでの最高地点である。かつてはその急峻さから天山山脈の最高峰と思われていた。
山名はウイグル語で「天の王」を意味する。また、カザフ語名"Kan Tau"は「血の山」という意味。標高4200mのベースキャンプには徒歩によるキャラバンではなくヘリコプターで移動する為、国際キャンプ場のあるカルカラを拠点に事前の高度馴化を行うことが必要となる。

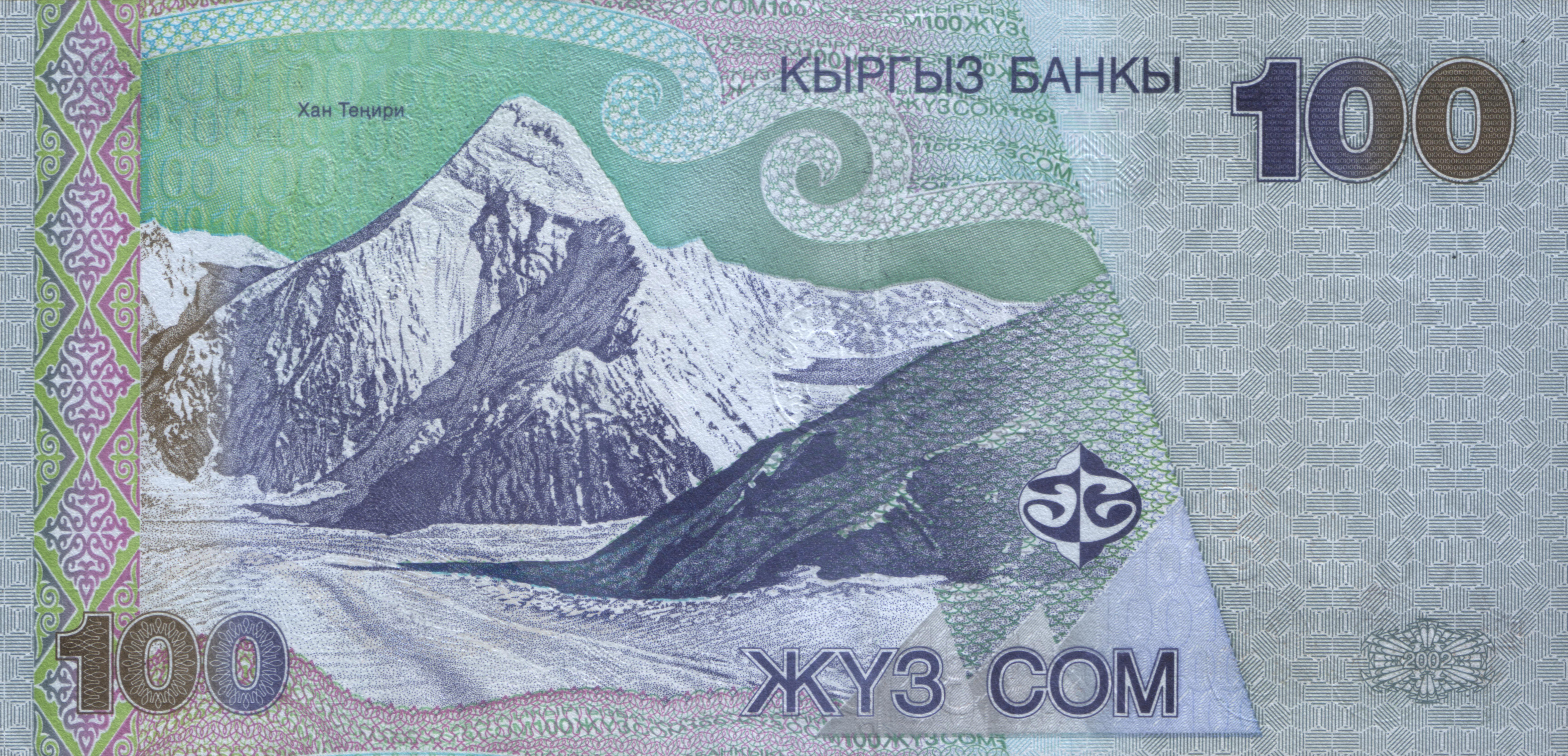
100ソム紙幣

2002年に発行されたキルギスの100ソム紙幣に図柄として採用されている。

## 登山史
- 1931年 ソ連隊のミハイル・ポグレベツスキが北壁ルートから初登頂
- 1989年 国際山岳キャンプとして開放される。小野武彦、中野善人、小西浩文らが日本人初登頂
- 1993年 田部井淳子が登頂
- 2012年 平出和也が登頂

座標: 北緯42度12分39秒 東経80度10分30秒 / 北緯42.2108度 東経80.175度